# Mijaíl Mélnik
Mijaíl Vadímovich Mélnik –en ruso, Михаил Вадимович Мельник– (Toliatti, 18 de diciembre de 1991) es un deportista ruso que compite en gimnasia en la modalidad de trampolín.
Ganó diez medallas en el Campeonato Mundial de Gimnasia en Trampolín entre los años 2011 y 2021, y siete medallas en el Campeonato Europeo de Gimnasia en Trampolín entre los años 2010 y 2018.
En los Juegos Europeos obtuvo dos medallas, oro en Bakú 2015 (sincronizado) y plata en Minsk 2019 (individual).

## Palmarés internacional
| Campeonato Mundial | Campeonato Mundial       | Campeonato Mundial | Campeonato Mundial |
| Año                | Lugar                    | Medalla            | Prueba             |
| ------------------ | ------------------------ | ------------------ | ------------------ |
| 2011               | Birmingham (Reino Unido) | Medalla de bronce  | Equipo             |
| 2013               | Sofía (Bulgaria)         | Medalla de plata   | Equipo             |
| 2013               | Sofía (Bulgaria)         | Medalla de plata   | Sincronizado       |
| 2015               | Odense (Dinamarca)       | Medalla de oro     | Equipo             |
| 2017               | Sofía (Bulgaria)         | Medalla de plata   | Equipo             |
| 2019               | Tokio (Japón)            | Medalla de oro     | Equipo mixto       |
| 2019               | Tokio (Japón)            | Medalla de bronce  | Equipo             |
| 2019               | Tokio (Japón)            | Medalla de bronce  | Sincronizado       |
| 2021               | Bakú (Azerbaiyán)        | Medalla de oro     | Equipo mixto       |
| 2021               | Bakú (Azerbaiyán)        | Medalla de bronce  | Equipo             |
| Juegos Europeos    |                          |                    |                    |
| Año                | Lugar                    | Medalla            | Prueba             |
| 2015               | Bakú (Azerbaiyán)        | Medalla de oro     | Sincronizado       |
| 2019               | Minsk (Bielorrusia)      | Medalla de plata   | Individual         |
| Campeonato Europeo |                          |                    |                    |
| Año                | Lugar                    | Medalla            | Prueba             |
| 2010               | Varna (Bulgaria)         | Medalla de plata   | Individual         |
| 2012               | San Petersburgo (Rusia)  | Medalla de oro     | Equipo             |
| 2014               | Guimarães (Portugal)     | Medalla de oro     | Equipo             |
| 2014               | Guimarães (Portugal)     | Medalla de oro     | Sincronizado       |
| 2016               | Valladolid (España)      | Medalla de oro     | Sincronizado       |
| 2018               | Bakú (Azerbaiyán)        | Medalla de plata   | Equipo             |
| 2018               | Bakú (Azerbaiyán)        | Medalla de plata   | Sincronizado       |